# 기독교 선언
기독교 선언(Christian Manifesto)은 프란시스 쉐퍼가 1981년에 스위스에서 쓴 그의 대표적인 작품이다.  이 책의 헌정사에서 그는 이 책이 국가와 교회권력에 저항했던 마틴 루터의 정신을 가진 자들을 위한 책이라고 말하였다.

## 내용 요약

### 1장. 진리와 도덕의 철폐
20세기 초에 미국은 사회 각 분야에서 조금씩 기독교 세계관이 세속적 세계관으로 바뀌고 있었으며, 이런 변화는 필수불가결하게 이무도 예기치 못했던 결과를 낳았다. 기독교인들은 그것을 인식하기가 너무 느렸고 그 중심에는 기독교가 결점이 있다고 보는 시각이었다.  이것의 뿌리에는 경건주의운동이었고, 그 운동의 지도자는 필리프 야코프 슈페너였다.  

### 2장. 믿음과 자유의 기초
미국의 건국아버지들은 세계관과 정부의 관계를 잘 이해하였다.  존 위더스푼은 프란시스 쉐퍼에게 개인적으로 많은 영향을 미쳤다.  

### 3장. 믿음과 자유의 파괴
현재(1981년) 대부분의 로스쿨에서는 윌리엄 블랙스톤을 공부하지 않는다. 우리는 세속화된 사회와 세속화되 사회학적 법 안에서 살고 있다. 

### 4장. 인본주의자의 종교
인본주의자 선언문(1933)에서는 종교적 인본주의자들이 세계를 스스로 존재하는 것이지 신에 의해 창조된 것이 아니라고 주장하는 것대로 적어 놓았다.

### 5장. 부흥, 혁명 그리고 개혁
현대의 복음주의 지도자들에게 영성조차도 전체 삶의 분야에서 그리스도의 주되심을 포함하지 않는다.  존 웨슬리와 조지 휫필드의 부흥은 개인의 구원을 요청하는 데에만 집중하였다. 

### 6장. 열린 창문
우리에게는 두가지의 길이 남았다. 하나는 1980년 미국 선거에서 보수주의가 승리하는 것이고, 다른 하나는 만일 그 창문이 아직 열리지 않으면 이 나라가 어떻게 될 것인가하는 것이다.

### 7장. 시민 복종의 한계들
미국의 건국아버지들이 생각했던 가장 최소한의 것들에 대해서 알아보자. 

### 8장. 시민 불복종의 사용
새뮤얼 루더포드는 Lex Rex에서 만일 국가가 의도적으로 하나님에 대한 도덕적 임무를 파괴한다면, 저항은 정당하다고 말했다. 

### 9장. 힘의 사용
도망을 하거나 데모할 수 있는 길이 닫혔을 때, 방어하는 식의 힘의 사용은 정당하다.

### 10장. 교육으로, 삶으로, 행동으로

#### 기독교 선언의 정리
1. 북유럽의 종교개혁은 복음의 정확한 설교뿐 아니라, 정부와 사회적 결과를 가져왔다.
2. 지난 세기의 중반에는 종교개혁의 기초를 갖지 아니한 그룹들이 미국에 입국하기 시작했다.
3. 최종 현실에 대한 인본주의적인 관점이 80년전(1900년)에 미국에 들어오기 시작했다.
4. 최초 미국의 건국아버지가 생산해냈던 세계관은 현재(1981년) 정부와 학교 또한 정보의 대중매체에 영향을 미치지 못하고 있다.
5. 지금 필요한 것은 이 세속적인 세계관에 대항하여 싸우는 것이다.
6. 그 결과는 바로 모두를 위한 자유 특히, 모든 종교를 위한 자유이다.
7. 이러한 자유는 종교개혁의 기독교가 사고의 자유 시장에서 서로 경쟁할 것이다.